# McKinley Park
McKinley Park é uma Região censo-designada localizada no estado americano de Alasca, no Distrito de Denali.

## Demografia
Segundo o censo americano de 2000, a sua população era de 142 habitantes.

## Geografia
De acordo com o United States Census Bureau, a localidade tem uma área de 452,8 km², dos quais 452,2 km² cobertos por terra e 0,6 km² cobertos por água.

## Localidades na vizinhança
O diagrama seguinte representa as localidades num raio de 104 km ao redor de McKinley Park.